# GO浅川
浅川 紫悠（あさかわ しゅう、1989年8月30日 - ）は日本のプロレスラー。

## 経歴
2015年
- 7月19日、CLUB-K 3000にてK-DOJOの規定で本名が公開できないため練習生26（仮）の名前で紹介される。同じ大阪市出身の吉田綾斗に練習生オオサカ（仮）の名前がついたため、紹介された日時点での年齢から命名された[1]。
- 9月6日、TKPガーデンシティ千葉で同期の最上九戦にてGO浅川のリングネームでデビュー。ノーザンライトスープレックスでデビュー初勝利を挙げる[2]。

2016年
- 5月5日、K-METAL LEAGUE2016の予選で友好を深めたDDT NEW ATTITUDEのレッカ、大日本プロレスの野村卓矢と組み、TAKAみちのく、リッキー・フジ、MIKAMI組と対決する。敗れはしたものの、3人の友好が更に深まり、再戦と再共闘を誓う試合となった[3]。
- 6月3日、CLUB-K SUPER in 新宿FACEのダイナソー拓真復帰戦となる6人タッグマッチにて、本田アユムよりブリザードスープレックスホールドで勝利を挙げる[4]。
- 6月19日、K-UP IMPACT in Blue Field ～2016 SUMMER～にて、最上九とタッグを組み、ASUKA PROJECTの仲川翔大、瀧澤晃頼組と対決。最上が瀧澤からバタフライロックを決めて勝利を挙げる[5]。
- 6月25日、CLUB-K TOUR in NAGOYAで念願だったTAKAみちのくとの一騎討ちを実現する。TAKAのジャストフェイスロックで敗れるも、「TAKAみちのく」の壁は高くはないと感じたが、とても分厚い。向こう側が見えないぐらい。奥行きがあって深いプロレス。「TAKAみちのく」のすべては見れてないし、見せてくれなかった気がします。もっと経験と力をつけてまた対角線に立ちたい。と振り返り、今後のプロレス人生への大きな糧とした[6]。
- 9月1日のLION'S GATE PROJECT3に参戦。デビッド・フィンレーとシングルで初対戦するも、Prima Noctaからのエビ固めで敗れる[7]。
- 9月3日のWRESTLE-1 に参戦。児玉裕輔と組み、吉岡世起 、立花誠吾組とのタッグマッチで対戦し、児玉のサーヴィカルブレイクからの体固めで勝利する[8]。

2018年
- 5月、凶月に加入。
- 6月3日、浅川紫悠にリングネームを改める[9]。

2019年
- 1月、滝澤が保持するCHAMPION OF STRONGEST-K王座に挑戦し、見事滝澤を破って頂点に立った。
- 6月、さとうゆうきを凶月から追放し、新たに滝澤大志をメンバーに加え、ユニット名を『Tempest』と改める
- 9月、初代王者決定トーナメント決勝にて吉田綾斗との対戦を制し、2AW無差別級初代王者となった。

2023年
- 6月16日、2AWを退団してフリーランスへ。
- 8月、大阪プロレスでクワイエット・ストーム、TORUと共にRogue nationを結成。
- 12月、大阪市内を深夜、歩いている際にひき逃げに遭い意識不明のまま発見され病院に搬送された。命に別状はなく、搬送された日の夕方には自力でトイレに行くほど回復。骨折もあるため欠場となる。

2024年
- 8月、大阪プロレスのリングで復帰。

## 得意技
ブリザードスープレックス
ノーザンライトスープレックス
裏投げ
リベリオン
ショートレンジラリアットと同型。
ストレッチプラム
ホワイトナックルライド

## タイトル歴
- CHAMPION OF STRONGEST-K王座（第26代）
- 海王トーナメント優勝（2017年）
- K-METAL LEAGUE優勝（2017年）
- 2AW無差別級王座（初代）
- 大阪プロレスタッグ王座(第46代 w /大瀬良泰貴、第48代 w /ゴリアテ)

## エピソード
- 人当たりが良い。
- 下ネタが好きだとの事。
- ウザキャラを呼ばれることがある。
- 外国人女性（特にウクライナ人女性）を好んでいる。
- 毎週火曜日の22時よりツイキャスを放送している。番組の中で吉田綾斗のハイキックからのバックドロップへ持っていく一連の流れを”吉田定食”と命名した。他団体からもK-METAL LEAGUE2016の戦いの中で友好を深めたDDT NEW ATTITUDEのレッカも出演した。
- パリピことパーティーピーポーを称しており、パーティーやクラブミュージックを鑑賞するのが趣味である。
- レスラーになる前までGOLD'S GYM梅田店にて鍛える。
- CLUB-K TOURやイベント等で「パーティー浅川」としてレフェリーで試合を裁く場合がある。
- 米山香織からは「目立ちたがりの人」と覚えられている。
- 日頃は千葉PARCOのタワーレコードで洋楽を視聴していたり、ヨークマートでサンドウィッチを食べている。
- 大阪プロレス教室の出身で、同期にDRAGON GATEの山村武寛や道頓堀プロレスの菊池悠斗、OSAKA女子プロレスの山下りななどがいる。
- プロレス業界で謎のつながりが多く、2016年9月3日にタッグを組む児玉裕輔とは以前から深いつながりを持っている。
- 2016年9月7日放送のTBSテレビ水曜日のダウンタウンに出演する。
- 2019年1月のインタビューで「色んな奴がやらかしたこともあって、今のK-DOJOの立場はかなり良く見積もってもゼロ。俺はチャンピオンとしてK-DOJOの向上を目指したい」と思いを熱く語った。一方、同インタビューでは自分がチャンピオンになって吉田綾斗と立場が逆転したように見えることについては、実際に吉田に勝ったことは一度もないから吉田と戦って当たり前に勝てるように自分自身を向上させていくしかないと決意を打ち明けた[10]。